# Leuchtturm Wustrow (Seebrücke)
Der neue Leuchtturm Wustrow steht auf der Seebrücke von Wustrow ca. 75 m vom Seebrückenkopf entfernt.

## Geschichte
Das Leuchtfeuer wurde 2014 als Ersatz für den alten Leuchtturm Wustrow errichtet, der 2016 abgerissen wurde.
Seit 2008 wurde befürchtet, dass das alte Gebäude den Küstenschutz gefährden könnte und es aus diesem Grund aus dem Deich entfernt werden müsste. Als temporärer Ersatz wurde auf der Seebrücke ein acht Meter hoher Rohrmast aufgestellt. Das alte Sektorenfeuer wurde am 1. April 2014 gelöscht und einen Tag später auf diesem neuen Feuerträger wieder in Betrieb genommen.
Die Gemeindevertretung hat 2022 einer Änderung des Bebauungsplanes zugestimmt und somit den Weg für weitere Planungen freigemacht.